# 中国特色高水平高职学校和专业建设计划

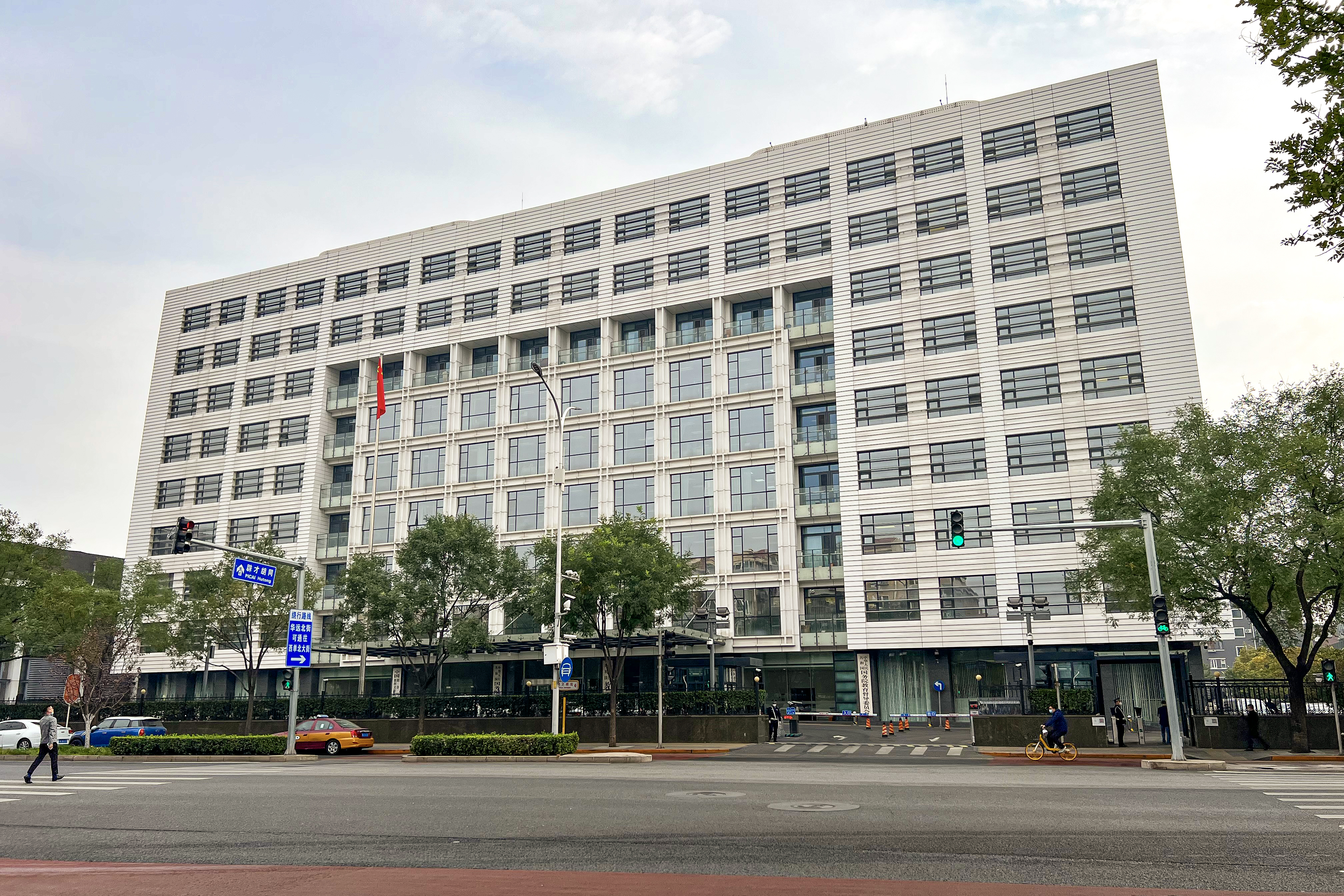
中华人民共和国教育部

中国特色高水平高职学校和专业建设计划简称「双高计划」，是中华人民共和国教育部和财政部审定并立项的针对中华人民共和国高等教育中的高等职业教育的一项政策，被称为“高职双一流”。此项政策自2019年开始实施，目标是到2035年建成一批高职学校和专业群达到国际先进水平，引领职业教育实现现代化。2019年12月公布了第一轮的计划的名单，共计197所单位入选。

## 历史
2019年1月24日，中华人民共和国国务院印发《国家职业教育改革实施方案》，自2019起的5~10年内，基本完成职业教育向政府统筹管理、社会多元办学的格局转变。同时，参照普通教育办学模式，职业教育也基本转变为企业社会参与、专业特色鲜明的类型教育。
2019年3月29日，中华人民共和国教育部网站公布了《教育部 财政部关于实施中国特色高水平高职学校和专业建设计划的意见》，其中提出了总体要求、发展改革任务和组织实施的范围。
2019年4月16日，教育部和财政制定了遴选和淘汰准则。
2019年12月10日，教育部、财政部发布《关于公布中国特色高水平高职学校和专业建设计划建设单位名单的通知》（教职成函〔2019〕14号），共197所学校入选，其中高水平学校56所，高水平专业群141个 。
2020年12月21日，印发《中国特色高水平高职学校和专业建设计划绩效管理暂行办法》。
2022年4月28日，教育部、财政部发布《关于开展中国特色高水平高职学校和专业建设计划中期绩效评价工作的通知》，对于社会贡献度明显较弱或建设任务不到预期目标的30%的学校，两部将中止支持建设，使其退出“双高计划”，且不得再次申请。

## 内容

### 目标
《教育部 财政部关于实施中国特色高水平高职学校和专业建设计划的意见》设立了总提目标已经两个时间节点上目标：
1. 到2022年，列入计划的高等职业学校在办学水平、服务能力、国际影响有显著提升
2. 到2035年，一批高职学校和专业群达到国际先进水平，引领职业教育实现现代化，为促进经济社会发展和提高国家竞争力提供优质人才资源支撑

### 特色
“双高计划”每五年一个支持周期，2019年启动第一轮建设。重点支持建设50所左右的高水平高职学校和150个左右高水平专业群。“双高计划”的第一轮建设中，中央财政将每年投入约20亿左右。

### 分类
依据学校和2个专业群赋分综合排序，确定高水平学校推荐单位，推荐结果分为三档，A档10所、B档20所、C档20所左右；依据学校和1个专业群赋分综合排序，考虑产业布局和专业群布点，确定高水平专业群推荐单位，推荐结果分为三档，A档30所、B档60所、C档60所左右。

## 建设单位名单[8]

### 高水平学校建设单位（A档）
- 北京电子科技职业学院
- 天津市职业大学
- 江苏农林职业技术学院
- 无锡职业技术学院
- 金华职业技术学院
- 浙江机电职业技术学院
- 山东商业职业技术学院
- 黄河水利职业技术学院
- 深圳职业技术学院
- 陕西工业职业技术学院

### 高水平学校建设单位（B档）
- 北京工业职业技术学院
- 天津医学高等专科学校
- 河北工业职业技术学院
- 辽宁省交通高等专科学校
- 常州信息职业技术学院
- 江苏农牧科技职业学院
- 杭州职业技术学院
- 宁波职业技术学院
- 浙江金融职业学院
- 日照职业技术学院
- 淄博职业学院
- 长沙民政职业技术学院
- 广东轻工职业技术大学
- 广州番禺职业技术学院
- 深圳信息职业技术学院
- 顺德职业技术学院
- 重庆电子工程职业学院
- 重庆工业职业技术学院
- 杨凌职业技术学院

### 高水平学校建设单位（C档）
- 北京财贸职业学院
- 天津轻工职业技术学院
- 山西省财政税务专科学校
- 内蒙古机电职业技术学院
- 长春汽车工业高等专科学校
- 哈尔滨职业技术学院
- 上海工艺美术职业学院
- 常州机电职业技术学院
- 江苏经贸职业技术学院
- 温州职业技术学院
- 芜湖职业技术学院
- 福建船政交通职业学院
- 九江职业技术学院
- 滨州职业学院
- 湖南铁道职业技术学院
- 南宁职业技术学院
- 海南经贸职业技术学院
- 四川工程职业技术学院
- 贵州交通职业技术学院
- 昆明冶金高等专科学校
- 陕西铁路工程职业技术学院
- 西安航空职业技术学院
- 兰州资源环境职业技术学院
- 宁夏职业技术学院
- 新疆农业职业技术学院

### 高水平专业群建设单位（A档）
- 北京农业职业学院
- 北京信息职业技术学院
- 天津电子信息职业技术学院
- 天津现代职业技术学院
- 邢台职业技术学院
- 山西工程职业学院
- 辽宁农业职业技术学院
- 长春职业技术学院
- 黑龙江农业经济职业学院
- 黑龙江建筑职业技术学院
- 江苏建筑职业技术学院
- 浙江建设职业技术学院
- 安徽机电职业技术学院
- 安徽商贸职业技术学院
- 福建信息职业技术学院
- 江西应用技术职业学院
- 山东科技职业学院
- 黄冈职业技术学院
- 武汉职业技术学院
- 湖南工业职业技术学院
- 湖南工艺美术职业学院
- 湖南汽车工程职业学院
- 重庆城市管理职业学院
- 成都航空职业技术学院
- 四川交通职业技术学院
- 兰州石化职业技术学院

### 高水平专业群建设单位（B档）
- 北京劳动保障职业学院
- 天津交通职业学院
- 石家庄铁路职业技术学院
- 唐山工业职业技术学院
- 山西机电职业技术学院
- 山西职业技术学院
- 内蒙古化工职业学院
- 黑龙江职业学院
- 黑龙江农业工程职业学院
- 常州工程职业技术学院
- 江苏工程职业技术学院
- 江苏海事职业技术学院
- 江苏食品药品职业技术学院
- 南通航运职业技术学院
- 苏州工艺美术职业技术学院
- 苏州农业职业技术学院
- 浙江交通职业技术学院
- 浙江经济职业技术学院
- 浙江经贸职业技术学院
- 浙江旅游职业学院
- 安徽水利水电职业技术学院
- 福州职业技术学院
- 黎明职业大学
- 漳州职业技术学院
- 江西财经职业学院
- 江西环境工程职业学院
- 江西交通职业技术学院
- 济南职业学院
- 青岛职业技术学院
- 山东畜牧兽医职业学院
- 山东交通职业学院
- 威海职业学院
- 潍坊职业学院
- 烟台职业学院
- 河南工业职业技术学院
- 河南农业职业学院
- 河南职业技术学院
- 许昌职业技术学院
- 郑州铁路职业技术学院
- 武汉铁路职业技术学院
- 襄阳职业技术学院
- 长沙航空职业技术学院
- 湖南化工职业技术学院
- 广东科学技术职业学院
- 广东水利电力职业技术学院
- 广州铁路职业技术学院
- 广西职业技术学院
- 柳州职业技术学院
- 重庆电力高等专科学校
- 重庆工程职业技术学院
- 重庆工商职业学院
- 成都纺织高等专科学校
- 成都职业技术学院
- 四川建筑职业技术学院
- 铜仁职业技术学院
- 陕西国防工业职业技术学院
- 陕西职业技术学院
- 酒泉职业技术学院
- 宁夏工商职业技术学院

### 高水平专业群建设单位（C档）
- 北京交通运输职业学院
- 天津渤海职业技术学院
- 沧州医学高等专科学校
- 承德石油高等专科学校
- 河北化工医药职业技术学院
- 秦皇岛职业技术学院
- 石家庄邮电职业技术学院
- 石家庄职业技术学院
- 内蒙古建筑职业技术学院
- 渤海船舶职业学院
- 辽宁机电职业技术学院
- 辽宁经济职业技术学院
- 沈阳职业技术学院
- 吉林交通职业技术学院
- 吉林铁道职业技术学院
- 哈尔滨铁道职业技术学院
- 南京铁道职业技术学院
- 南通职业大学
- 苏州工业职业技术学院
- 无锡商业职业技术学院
- 徐州工业职业技术学院
- 浙江工贸职业技术学院
- 浙江警官职业学院
- 浙江商业职业技术学院
- 浙江艺术职业学院
- 安徽医学高等专科学校
- 江西外语外贸职业学院
- 东营职业学院
- 青岛酒店管理职业技术学院
- 山东职业学院
- 湖北交通职业技术学院
- 湖北职业技术学院
- 武汉电力职业技术学院
- 长沙商贸旅游职业技术学院
- 湖南交通职业技术学院
- 湖南生物机电职业技术学院
- 岳阳职业技术学院
- 东莞职业技术学院
- 广东工贸职业技术学院
- 广东机电职业技术学院
- 广东食品药品职业学院
- 广州民航职业技术学院
- 中山火炬职业技术学院
- 广西建设职业技术学院
- 重庆航天职业技术学院
- 重庆三峡医药高等专科学校
- 重庆三峡职业学院
- 重庆医药高等专科学校
- 成都农业科技职业学院
- 四川邮电职业技术学院
- 贵州轻工职业技术学院
- 昆明工业职业技术学院
- 云南机电职业技术学院
- 陕西能源职业技术学院
- 咸阳职业技术学院
- 新疆轻工职业技术学院